# Michel Modesto
Michel Augusto Modesto Rafael dos Santos (Avaré, São Paulo, 20 de mayo de 2003), conocido solo como Michel, es un futbolista brasileño. Juega de defensa y su equipo es el Moreirense F. C. de la Primeira Liga.

## Trayectoria
Formado en las inferiores del Palmeiras, Michel debutó en el primer equipo el 1 de diciembre de 2021 en la victoria por 3-1 de visita sobre el Cuiabá.
El 31 de enero de 2025 fue cedido al Moreirense F. C. portugués hasta junio de 2026.

## Selección nacional
Fue citado al Campeonato Sudamericano Sub-20 de 2023. Sin embargo, antes del inicio del torneo fue descartado por lesión.

## Estadísticas

### Clubes
Actualizado al último partido disputado el 10 de diciembre de 2022.
| Club                      | Div.          | Temporada     | Liga  | Liga  | Liga estatal | Liga estatal | Copas nacionales | Copas nacionales | Copas internacionales | Copas internacionales | Total | Total |
| Club                      | Div.          | Temporada     | Part. | Goles | Part.        | Goles        | Part.            | Goles            | Part.                 | Goles                 | Part. | Goles |
| ------------------------- | ------------- | ------------- | ----- | ----- | ------------ | ------------ | ---------------- | ---------------- | --------------------- | --------------------- | ----- | ----- |
| S. E. Palmeiras · Brasil  | 1.ª           | 2021          | 3     | 0     | 1            | 0            | 1                | 0                | 0                     | 0                     | 5     | 0     |
| S. E. Palmeiras · Brasil  | 1.ª           | 2022          | 0     | 0     | 0            | 0            | 0                | 0                | 0                     | 0                     | 0     | 0     |
| S. E. Palmeiras · Brasil  | 1.ª           | 2023          | 0     | 0     | 0            | 0            | 0                | 0                | 0                     | 0                     | 0     | 0     |
| S. E. Palmeiras · Brasil  | 1.ª           | 2024          | 0     | 0     | 0            | 0            | 0                | 0                | 0                     | 0                     | 0     | 0     |
| S. E. Palmeiras · Brasil  | Total club    | Total club    | 3     | 0     | 1            | 0            | 1                | 0                | 0                     | 0                     | 5     | 0     |
| Moreirense F. C. Portugal | 1.ª           | 2024-25       | 0     | 0     | ―            | ―            | ―                | ―                | ―                     | ―                     | 0     | 0     |
| Moreirense F. C. Portugal | Total club    | Total club    | 0     | 0     | 0            | 0            | 0                | 0                | 0                     | 0                     | 0     | 0     |
| Total carrera             | Total carrera | Total carrera | 3     | 0     | 1            | 0            | 1                | 0                | 0                     | 0                     | 5     | 0     |